# Freiberg (Adorf)
Freiberg ist ein Ortsteil der Stadt Adorf/Vogtl. im sächsischen Vogtlandkreis.

## Geographie
Das als Waldhufendorf entstandene Freiberg erstreckt sich am westlichen (linken) Talhang des Tetterweinbachs sowie an der Landstraße von Adorf nach Bergen.
Auf dem Flurgebiet von Freiberg liegen ferner die Häusergruppe Weidigt sowie die Mucken-Mühle im Tal des Tetterweinbachs. Nahe der Mühle hat sich eine Streusiedlung gebildet.

## Geschichte
Eine erste urkundliche Erwähnung ist für 1328 als Vreiburch belegt. Der Ortsname variierte im Verlauf der Geschichte, beispielsweise als Vriebuorg (1333), Freybergk (1467), Freiberich (1583) und Freiberg bei Adorf (1875). Seit 1606 existierte hier ein Rittergut. Um 1660 erfolgte eine Teilung, woraus ein oberes und unteres Rittergut hervorging. Der Park des oberen Gutes blieb erhalten, vom unteren Gut existiert noch das Herrenhaus aus dem 18. Jahrhundert.
Im Jahre 1950 erfolgte die Eingemeindung nach Adorf. Der ehemalige Ortsteil Neufreiberg wurde Leubetha angegliedert.

## Verkehr
Am Ort führt die Staatsstraße S 309 vorbei, die eine Verbindung von Posseck über Birkigt, Tiefenbrunn, Bergen zur B 92 (E49) erbringt.
Im Tetterweintal verlief die Eisenbahnstrecke Adorf-Asch. Die Gleisanlagen sind hier nicht mehr vorhanden, die aufgegebene Trasse dient inzwischen als Fahrweg. Freiberg hatte eine Haltestelle mit einem Empfangsgebäude.
Der Ort ist mit den vertakteten RufBus-Linien 38 und 39 des Verkehrsverbunds Vogtland an Adorf angebunden. Dort besteht Anschluss zur Vogtlandbahn und zum PlusBus.